# Leptosphaeria densa
Leptosphaeria densa är en svampart som beskrevs av Bres. 1896. Leptosphaeria densa ingår i släktet Leptosphaeria och familjen Leptosphaeriaceae.   Inga underarter finns listade i Catalogue of Life.